# Oswald Avery
Oswald Theodore Avery Jr., (Halifax, 21 de octubre del 1877- 2 de febrero del 1955). Médico e investigador canadiense, estudió en la Universidad de Columbia y casi todo su trabajo lo realizó en el hospital del Instituto Rockefeller en Nueva York, Estados Unidos. Fue uno de los primeros biólogos moleculares y un pionero en el campo de la inmunoquímica, aunque es principalmente conocido por su descubrimiento en 1944, junto con sus colaboradores Maclyn McCarty y Colin MacLeod, de que el ADN (ácido desoxirribonucleico) es el material del que están formados los genes y los cromosomas y de cómo estos definen la sexualidad del ser humano. Anteriormente se creía que las proteínas eran las portadoras de los genes.
Fue una continuación de los trabajos de Frederick Griffith en 1928. A su vez, Alfred Hershey y Martha Chase, continuaron este trabajo en 1952 con el experimento Hershey-Chase.

## Experimento realizado por Avery
Avery, Colin MacLeod y Maclyn McCarty hicieron una serie de experimentos usando cepas de la bacteria neumococo, la cual causa neumonía. Los neumococos crecen en el cuerpo huésped, pero, como otros tipos de bacterias, también pueden crecer en superficies sólidas o líquidas.
Los neumococos son bacterias que cuando no tienen cápsula, crecen en el laboratorio, formando colonias con superficie rugosa; si tienen esa envoltura su apariencia se torna lisa. La diferencia pudiera parecer menudencia estética, pero no. Según datos emanados del laboratorio de Avery, precisamente la cápsula es causante de la virulencia.
Frederick Griffith descubrió que al inyectar a ratones con pequeñas dosis de neumococos no virulentos junto con grandes cantidades de neumococos patógenos pero «muertos» por calentamiento, los animales no solo mueren de neumonía sino que muestran en su sangre bacterias encapsuladas vivas. Es decir, en estas condiciones experimentales el neumococo no virulento adquiere la información para sintetizar la cápsula (se transforma, diría Griffith) en el cuerpo del ratón y, con ella, la capacidad de producir enfermedad.
Griffith concluyó que había algún «principio» que transformó las cepas rugosas (R) en lisas (S) con una cubierta de azúcares.
Cuando Avery leyó los resultados de Griffith se interesó en identificar este «principio transformador», Avery y su equipo comenzaron a experimentar usando un tubo de ensayo en vez de un ratón. Usaron detergente para descomponer las células lisas muertas por calor creando una lisis a partir de ellas. Entonces usaron esta lisis para los ensayos de transformación. Los tubos funcionaron bien y mostraron que la lisis de S muerta por calor podían cambiar (R) Rugosa a (S) Lisa. El principio transformador estaba en algún lugar de la lisis.
Probaron cada uno de los componentes de la lisis para la actividad transformadora. Primero incubaron la lisis de cepa lisa muerta por calor con una enzima, SIII, que consume completamente la cubierta de azúcar. La lisis de cepa lisa sin cubierta seguía siendo útil para transformar. Esto les reveló que las cepas R no creaban una nueva capa a partir de las partes de la cubierta de cepa lisa. Luego incubaron la lisis de cepa lisa sin cubierta  enzimas que digieren proteínas (tripsina y quimotripsina) y después probaron la habilidad de esta lisis para transformar. Esta lisis sin proteínas seguía trasformando, así que el principio trasformador no era proteína.
Cuando querían probar y purificar la lisis, precipitaron los ácidos nucleicos – ADN y ARN - con alcohol. Fueron los primeros en aislar los ácidos nucleicos de un neumococo.
Cuando vieron que el «principio» transformador no estaba en la cubierta de azúcar, ni en la proteína sospecharon que tal vez estaría en uno de los ácidos nucleicos.
Disolvieron la mezcla con alcohol en agua, primero destruyeron el ARN con la enzima RNasa, probaron la capacidad trasformadora de esta solución, la solución todavía tenía capacidad para transformar, de tal manera que el ARN no podía ser el «principio» transformador. Cuando habían dejado virtualmente ADN puro, como una prueba final, incubaron la solución con la enzima digestora de ADN, Dnasa.
Probaron la capacidad trasformadora de esta solución, la cual fue incapaz de transformar.
Avery y su equipo concluyeron que el ADN era el principio transformador y publicaron sus resultados en 1944.

## Eponimia
- En 1976 se decidió en su honor llamar «Avery» a un cráter lunar.[3]